# Tulku
Tulku (tyb.: སྥྲུལ་སྐུ་, Wylie: sprul sku, ZWPY: zhügu) – w buddyzmie tybetańskim – istota, która manifestuje się w postaci ludzkiej przez wiele kolejnych inkarnacji, w przeciwieństwie do innych istot odradzająca się w świadomy sposób, aczkolwiek nie zawsze pamiętająca swoje poprzednie żywoty.
Najbardziej znanym przykładem tulku jest dalajlama, który jest uważany za emanację bodhisattwy współczucia – Awalokiteśvary (tyb. Czenrezig). Wyznawcy buddyzmu tybetańskiego wierzą, że od 1391 roku odradzał się on 14 razy.
Według tej części buddystów, którzy wierzą w istnienie tulku, pierwszą świadomie odradzającą się istotą tego typu, którego linia trwa do dziś, był (i jest) karmapa, najbardziej znany mistrz i autorytet szkoły kagyu, obecnie w swojej 17 inkarnacji.

## Rozpoznawanie tulku
Tulku bliski śmierci może zostawić wskazówki na temat swoich kolejnych narodzin. Czasem są to przepowiednie odnośnie do miejsca, gdzie można szukać jego kolejnej inkarnacji. Kandydaci na tulku są rozpoznawani przez najwyższych nauczycieli danej linii przekazu nauk, które ów tulku udzielał. Dziecku, które podejrzewa się o bycie inkarnacją nauczyciela, daje się do sprawdzenia przedmioty z poprzedniego życia albo pyta o rzeczy, na temat których odpowiedzi mogą znać tylko najbliższe osoby z życia poprzedniej inkarnacji.
Istnieją też związki pomiędzy tulku, którzy się rozpoznają. I tak w szkole gelug dalajlamę rozpoznaje głównie panczenlama, a panczelamę dalajlama, zaś w szkole kagyu karmapę rozpoznaje głównie szamarpa i vice versa.

## Teoria
Słowo tulku tłumaczy się z tybetańskiego སྤྲུལ་སྐུ (Wylie: sprul sku) jako „ciało reinkarnowane, ciało emanacji”. Jest to synonim sanskryckiego terminu nirmāṇakāya.
Reinkarnacja jest kluczowym terminem używanym w buddyzmie i związana jest z takimi naukami jak prawo przyczynowo-skutkowe karma oraz dwanaście ogniw współzależnego powstawania. Pojęcie świadomego odradzania pojawia się jedynie w naukach mahajany, a szczególnie akcentowane jest w wadżrajanie i możliwe jest tylko dla bodhisattwów.
W wadżrajanie wyjaśnienia na temat odrodzeń bodhisattwów ściśle wiążą się z teorią tantr buddyjskich, których praktyka umożliwia ostatecznie praktykującemu przekształcenie własnego procesu umierania, stanu pośredniego po śmierci (bardo) oraz ponownego odrodzenia w świecie, w zrealizowanie odpowiednio trzech ciał buddy. Tulku, zgodnie z tym podejściem, odpowiada tantrycznemu przekształceniu owego ponownego odrodzenia praktykującego (Tantry Jogi Najwyższej).

## Decyzja rządu chińskiego
Rząd chiński zażądał kontroli nad procesem rozpoznawania tulku. Klasztory utrzymujące, że odkryły inkarnację tulku muszą od września 2007 prosić o zezwolenie na uznanie tego za fakt w departamencie spraw religijnych w swojej prowincji.

## Znane linie tulku
- Dalajlamowie
- Karmapowie
- Panczenlamowie
- Szamarpowie